# Vallby friluftsmuseum

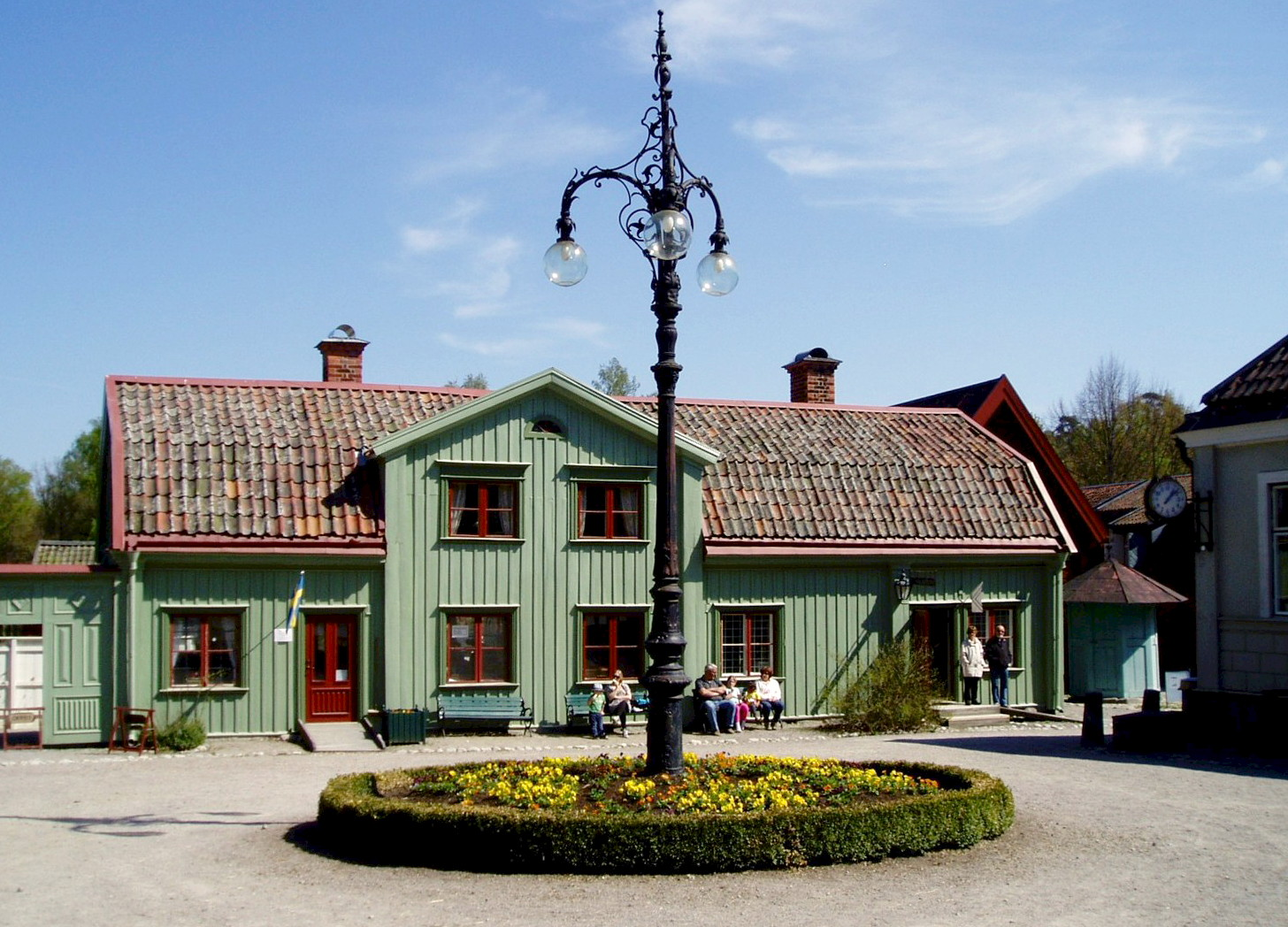
Vallby friluftsmuseum, Tenngjutaregården i stadskvarteret.

Vallby friluftsmuseum är ett friluftsmuseum i Västerås. Museet ligger vid Skerikesvägen 2 nära E18 ungefär två kilometer norr om Västerås centrum. Museet började anläggas 1921 och drivs idag av Västerås stad. 
Museet visar miljöer från både stad och landsbygd, varav den äldsta är från 1600-talet. Inom området finns bevarade trä- och stenhus från stad och land, utrotningshotade lantrasdjur, odlingar av kultur- och prydnadsväxter samt konsthantverk. Idag är Vallby friluftsmuseum ett av Sveriges största friluftsmuseer med ett 40-tal byggnader.

## Historik

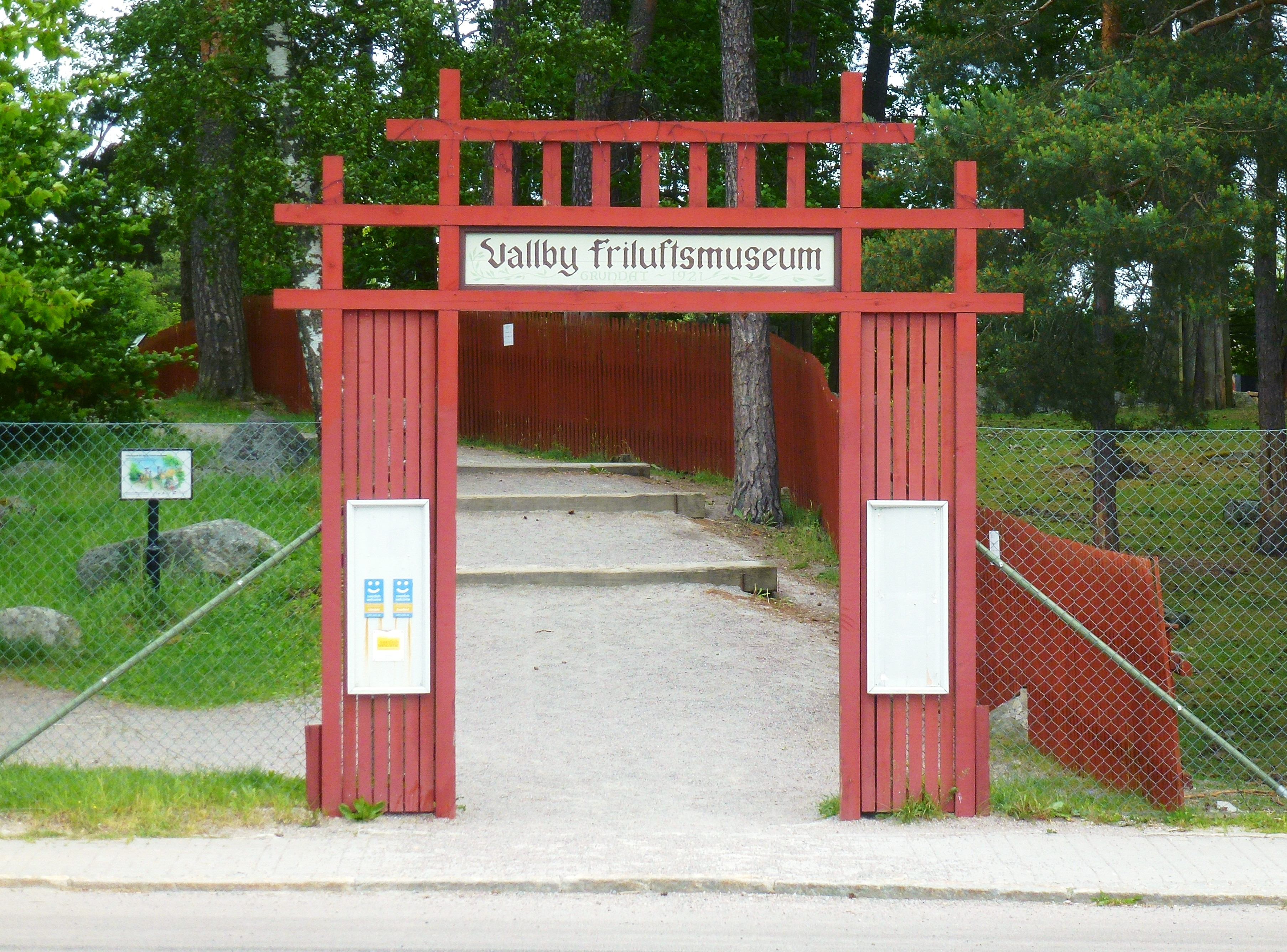
Vallby friluftsmuseum, entré.

Museet grundades 1921 av Västmanlands fornminnesförening och museimannen Sven T. Kjellberg, som var föreningens första fackutbildade museitjänsteman. Föreningen i sin tur grundades 1861 av Richard Dybeck. Inspiration till museet hämtade man från Skansen i Stockholm som grundades 1891 av Artur Hazelius. 
I ursprungsplanen för friluftsmuseet står att man med Vallby skulle skapa ett Västmanland "i smått". Man ville visa västmanländska kulturmiljöer med tillhörande odlingar och djur. Byggnader samlades in från olika delar av landskapet och återmonterades på museets område. Dessa har genom åren kompletterats med föremål, växter och djur.
Idag omfattar museets byggnadssamlingar ett 40-tal hus med tillhörande miljöer. Bland dem märks ett stadskvarter, en arbetarbostad med bakgård, en bergsmansgård, en lanthandel, en byskola, en herrgård, en kolonistuga och Folkets Park med friluftsteater. Det finns även flera hantverkare som krukmakeri, glashantverk och silversmed samt ett tryckeri. I Gaggeska gården, belägen i stadskvarteren, ligger ett värdshus.

## Byggnader i urval
(I alfabetisk ordning)

### Arbetarbostaden
Arbetarbostadens byggnad låg ursprungligen vid Gamla Bryggerigatan i Västerås och flyttades till museet 1938.  På bottenvåningen ligger en lägenhet om ett rum och kök som visar inredningen från omkring 1910. På övre våningsplanet finns ytterligare en bostad dock utan möbler.

### Bergsmansgården

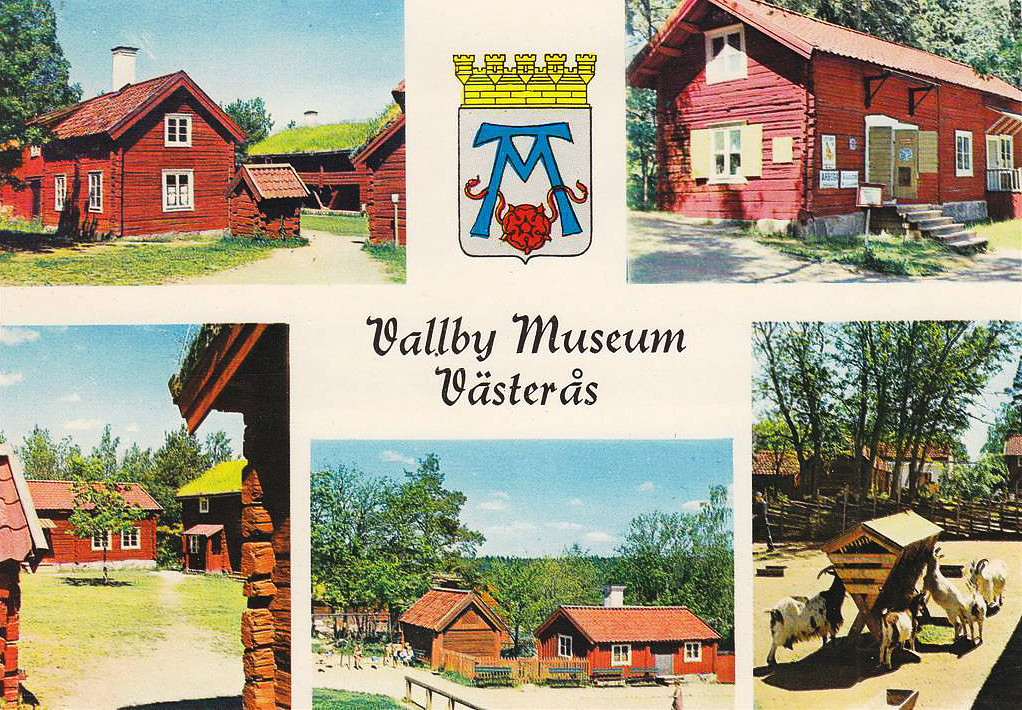
Vallby Museum Västerås, äldre vykort.

Bergsmansgården, även kallad Spikgården, var en gåva av svenska staten och uppfördes på museet 1924. Den kommer  från Grimsö bergsmansby i Ramsbergs socken och byggdes 1674 av bergsmannen Olof Larsson. I huvudbyggnaden finns vägg- och takmålningar  med blomstermönster i svart och vitt. Bland motiven märks bröllopet i Kanaan då Jesus förvandlade vatten till vin.

### Bondgården
Bondgården på Vallby friluftsmuseum är en typisk västmanländsk bondgård med totalt fjorton byggnader. Mangården uppfördes på 1700-talet och stod ursprungligen i Munktorps socken. I gårdens helgdagsstuga finns väggmålningar från 1770.  Bland övriga byggnader märks en loftbod, en stolpbod, undantagsstuga, portlider, stall, fähus och husbehovssmedja.

### Byskolan
Museets byskola byggdes 1877 och stod i Nora socken. I klassrummen kunde upp till 20 barn få sin undervisning. Men elevantalet varierade mellan sex och 30. Skolan lades ner 1926 och flyttades till museet 1982. Interiören härrör från omkring 1910. Till skolan hör även en skolträdgård med grönsaker som var vanliga kring sekelskiftet 1900.

### Herrgården
Herrgårdsbyggnaden kommer från Hallstahammar och byggdes 1702. Huset har säteritak och 34 meter lång, tio meter bred och innehåller tio rum och kök. Byggherrar var kopparslagaren Johan Stricher och hans hustru Margareta Biörn som lät uppföra herrgårdsbyggnaden i karolinsk stil. Till anläggningen hör även ett lusthus från Gideonsbergs herrgård i Västerås och ett utedass från Bernsborg på Blåsbo i Västerås.

### Bilder, landet
Exteriör

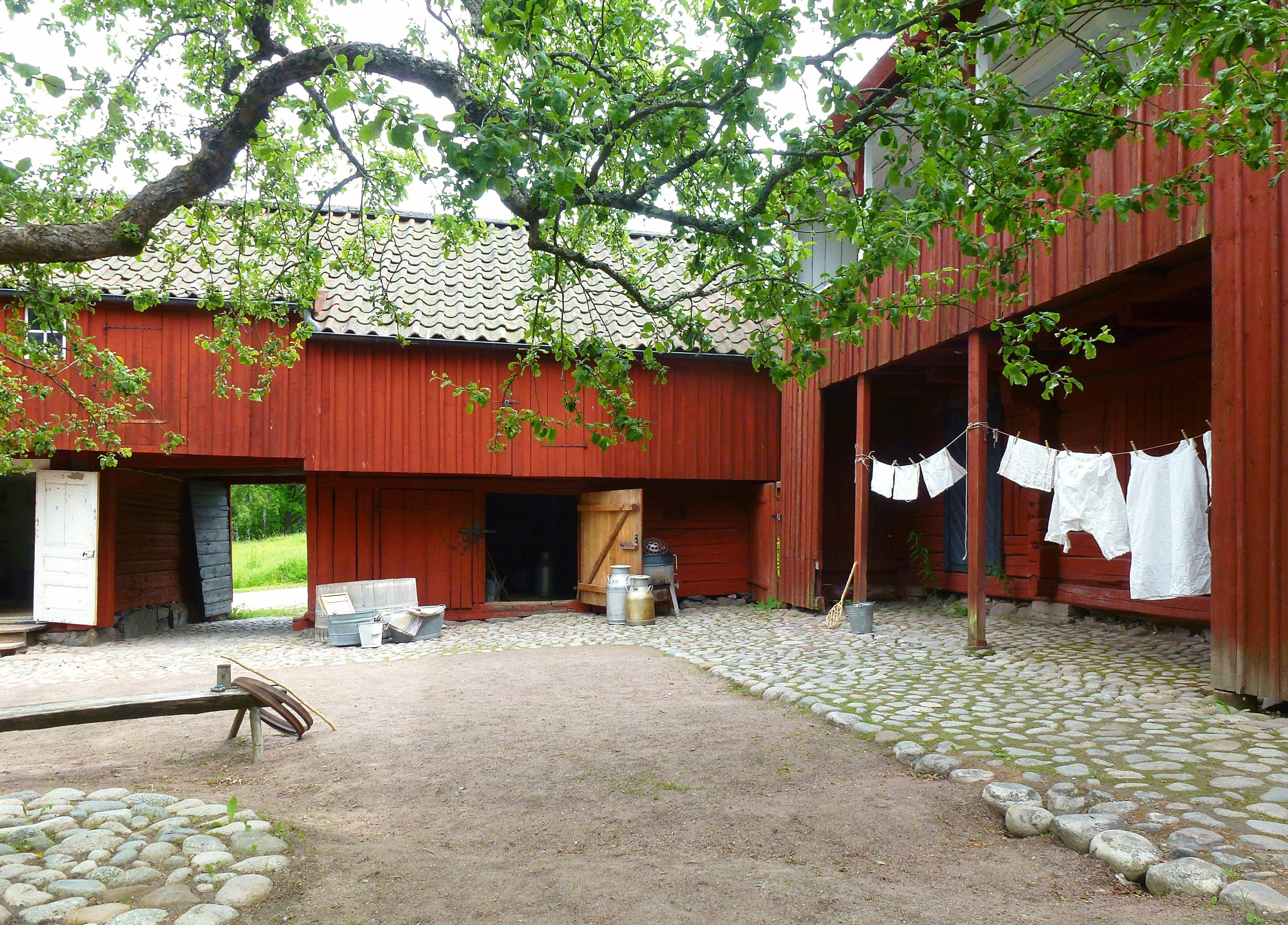
Arbetargården
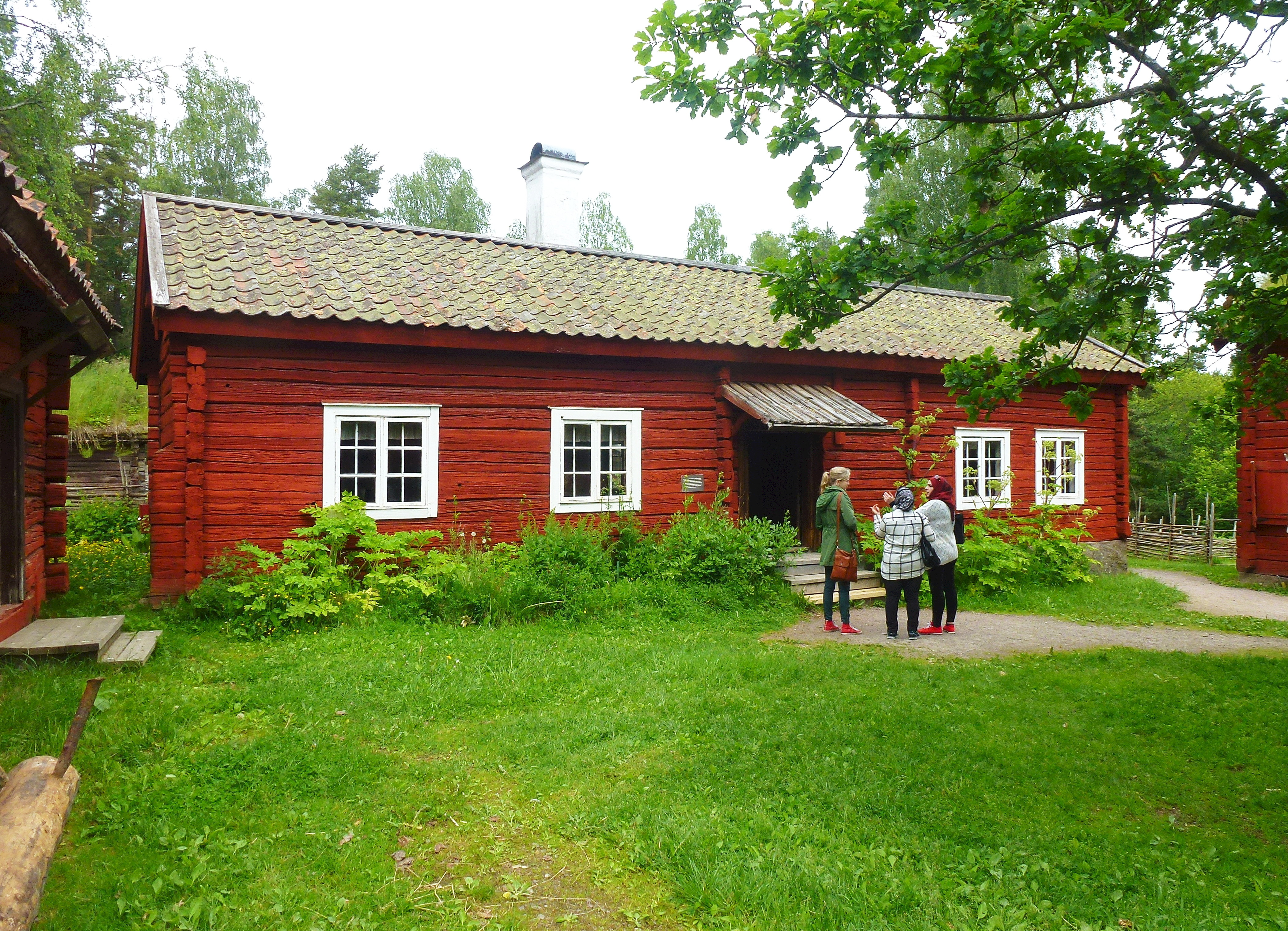
Bondgården
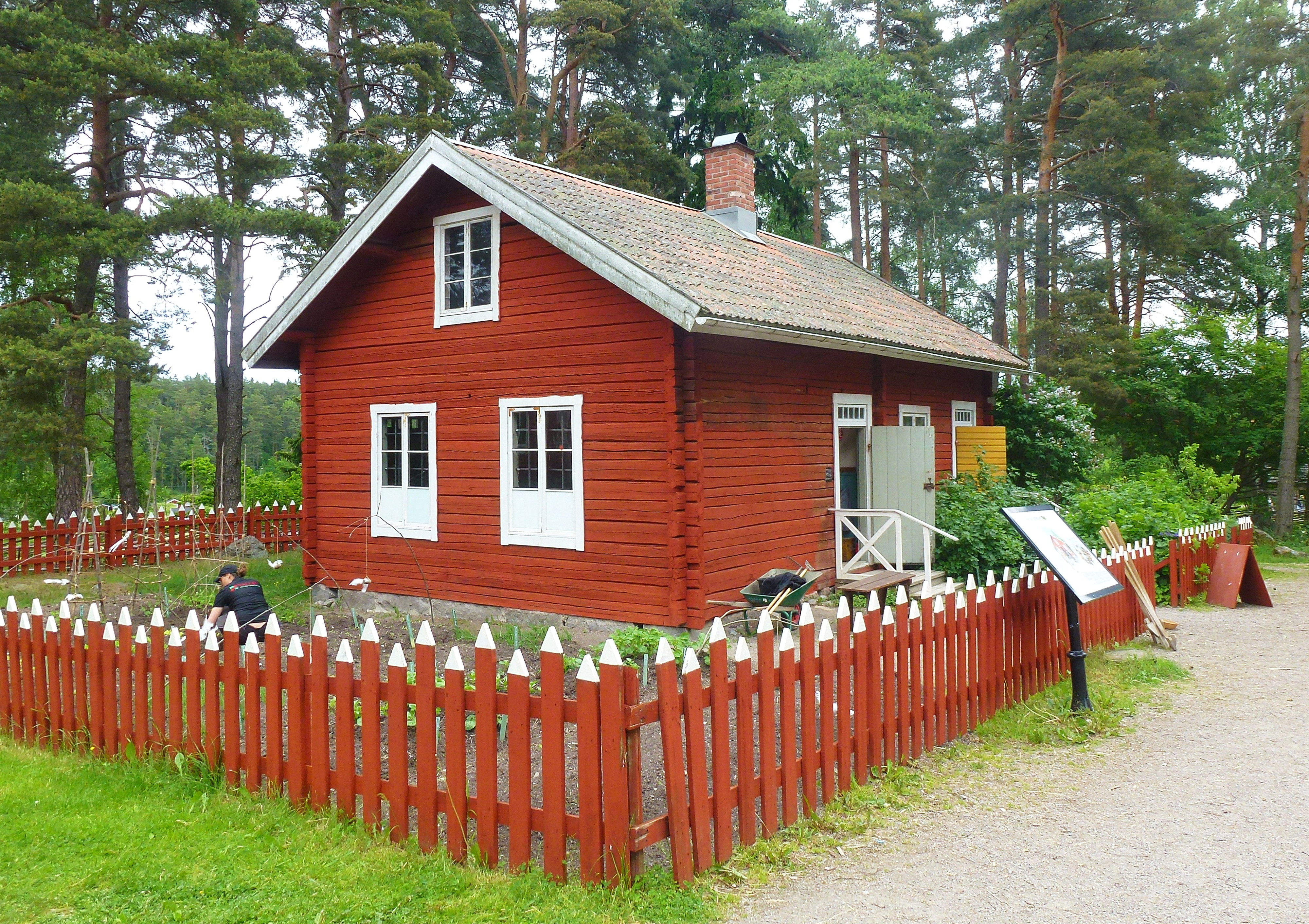
Byskolan
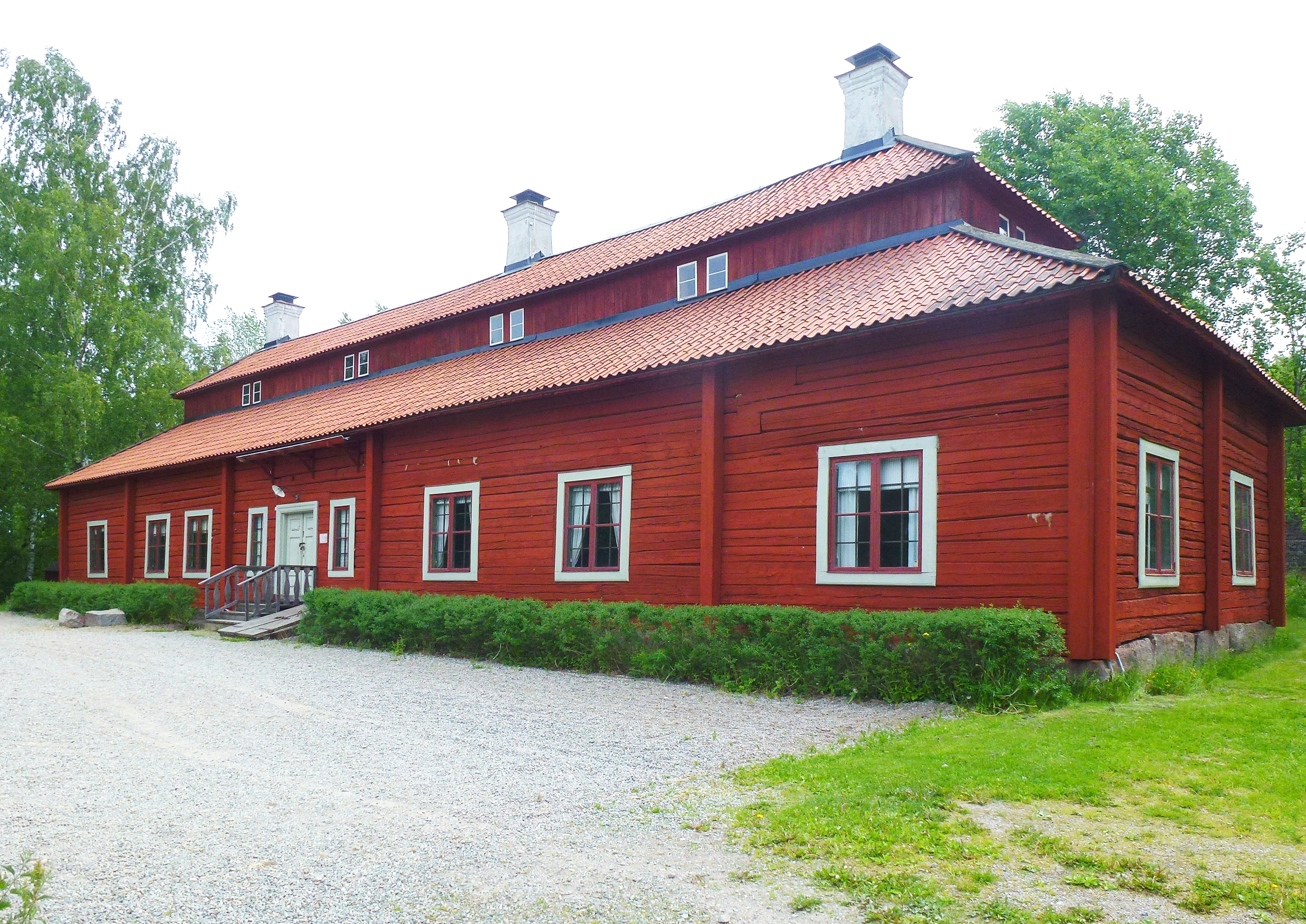
Herrgården
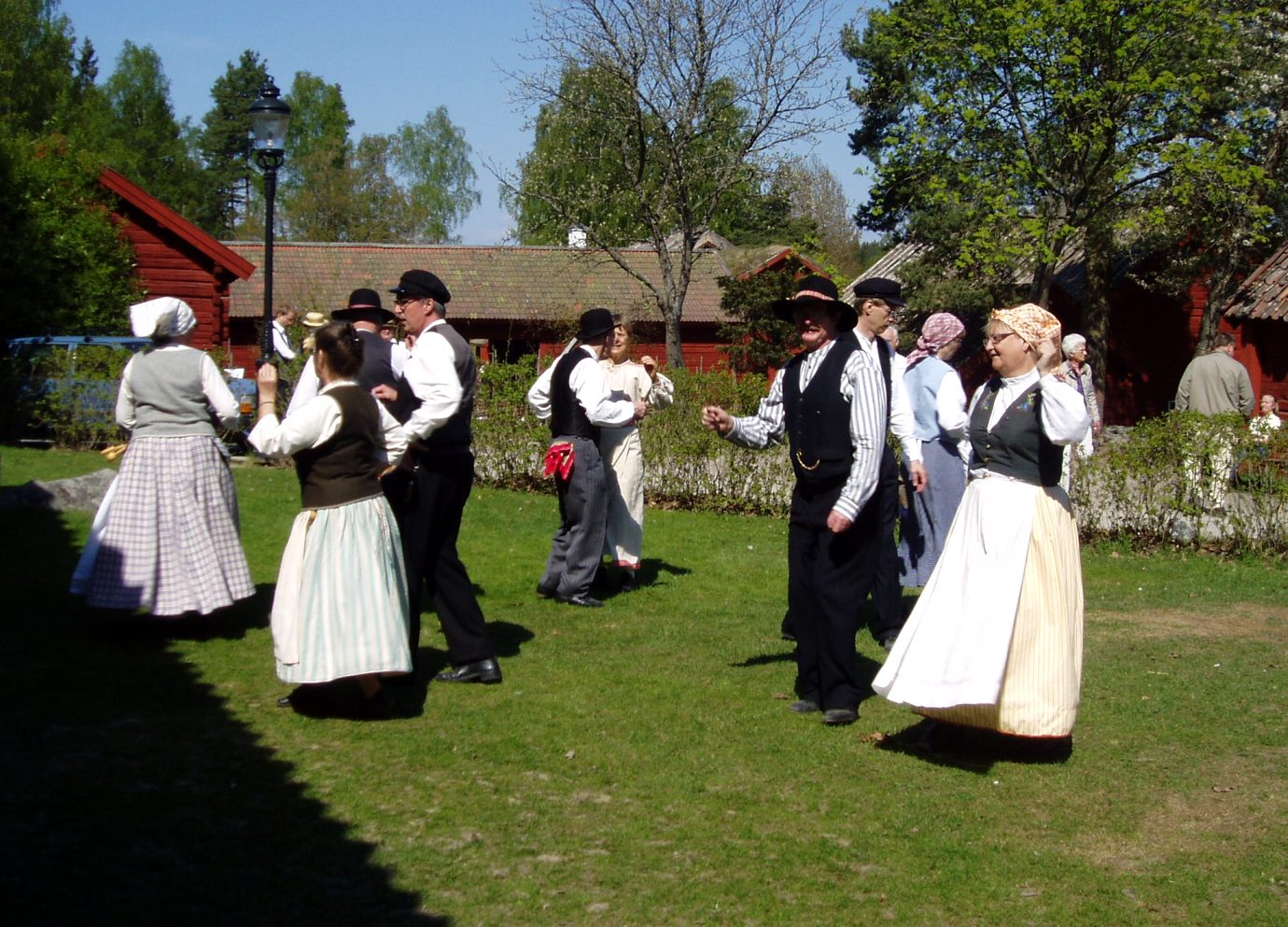
Folkdans

Interiör

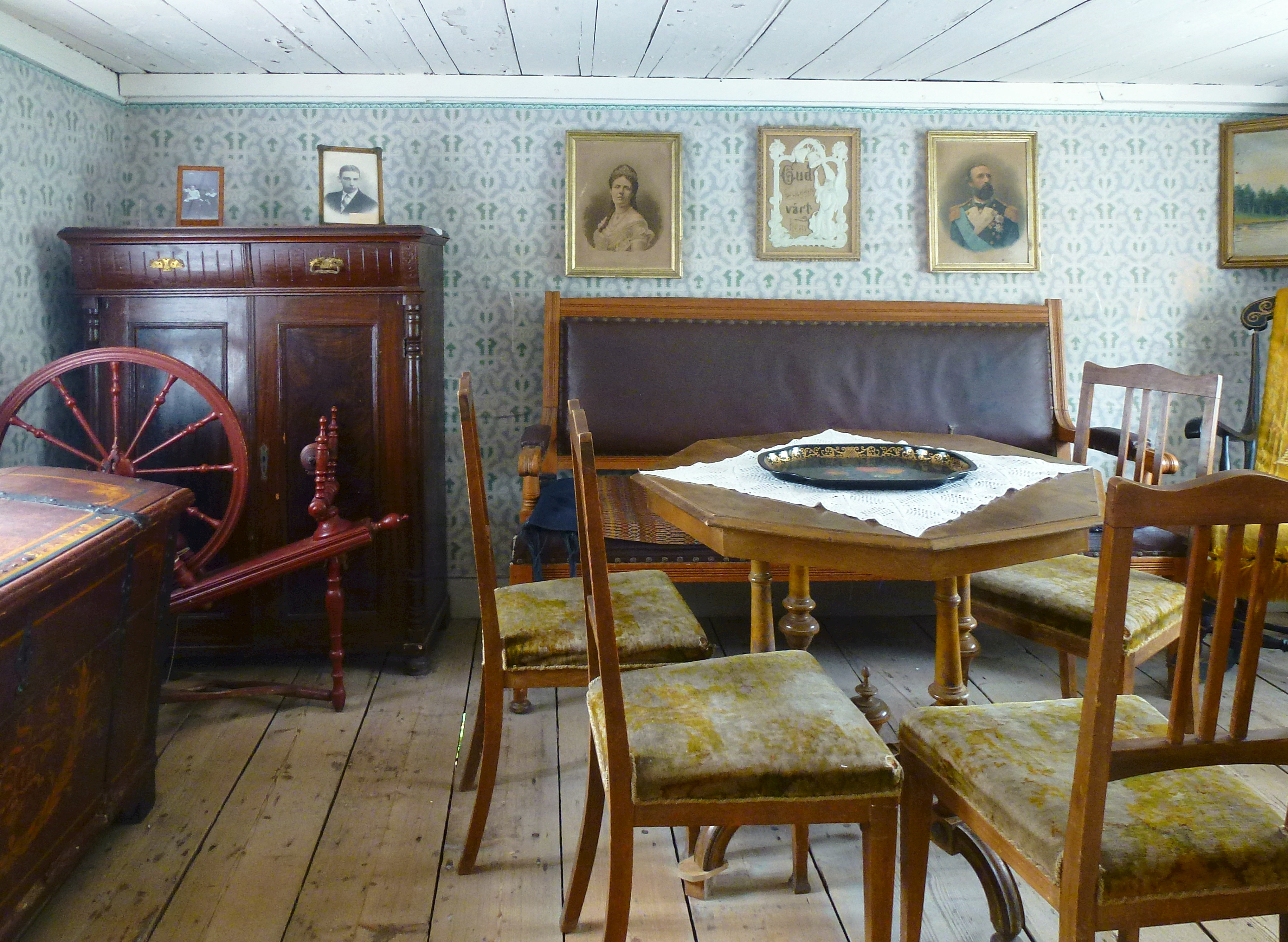
Arbetargårdens bostadsrum
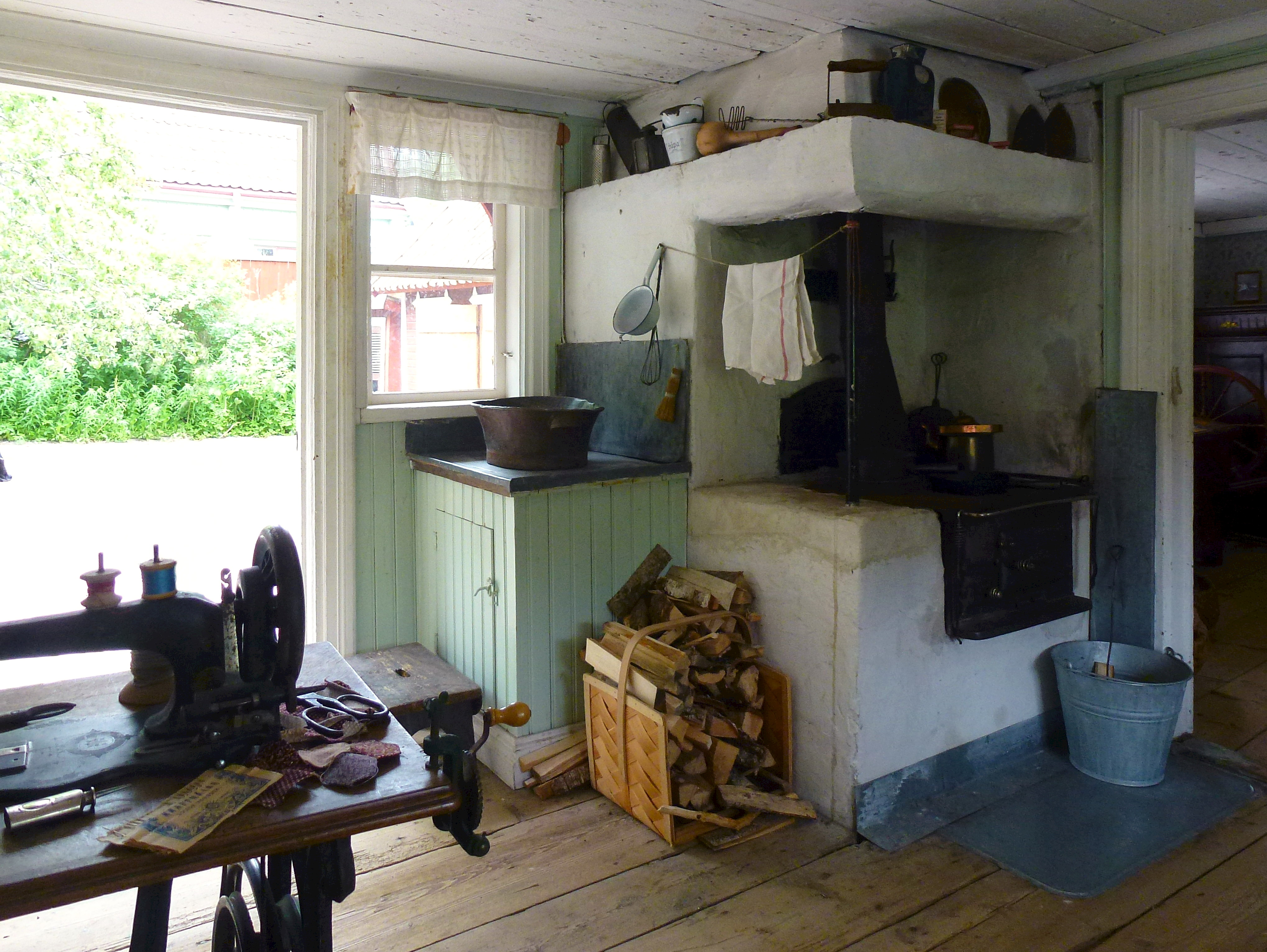
Arbetargårdens kök
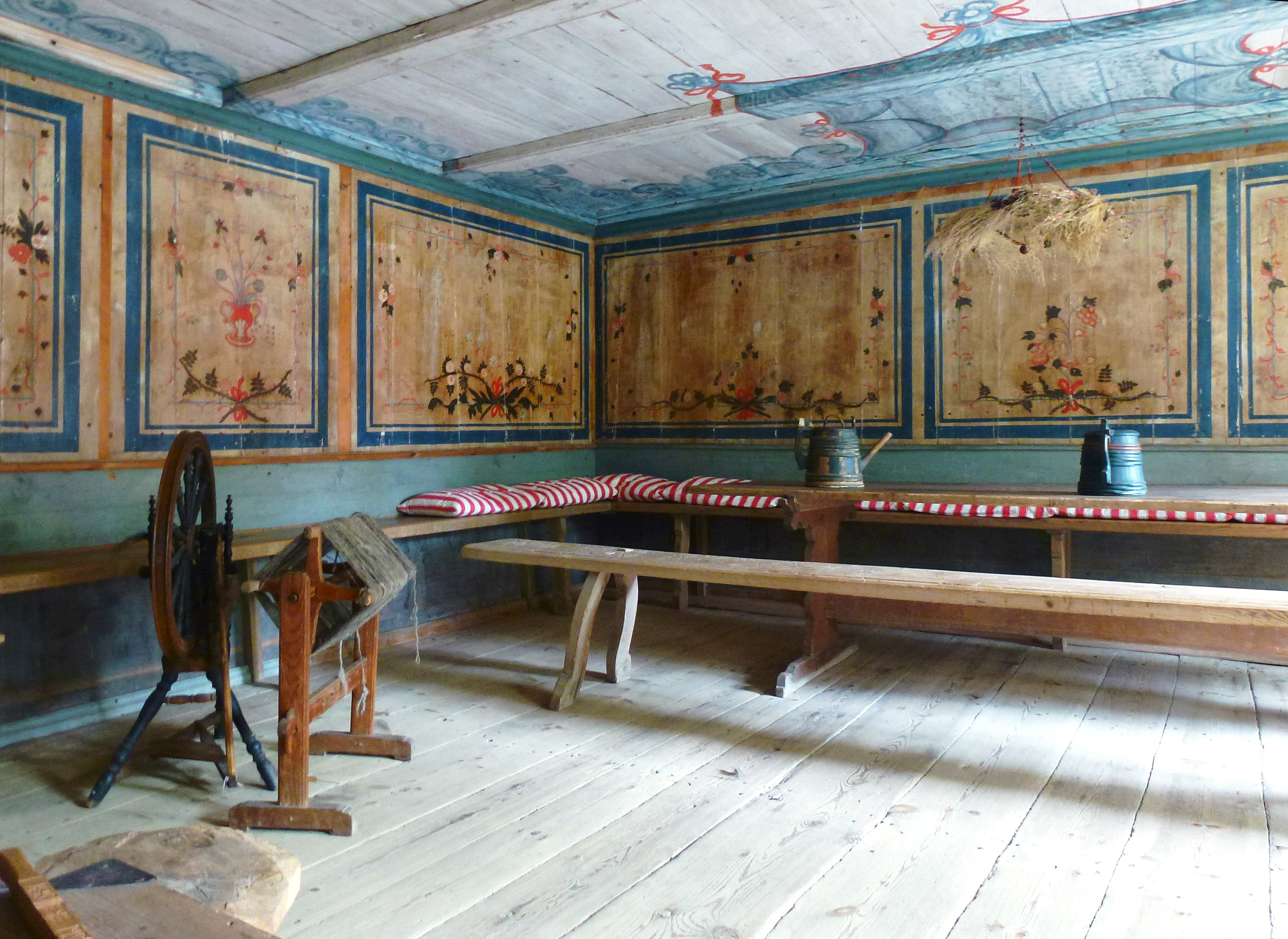
Bondgårdens "finrum"
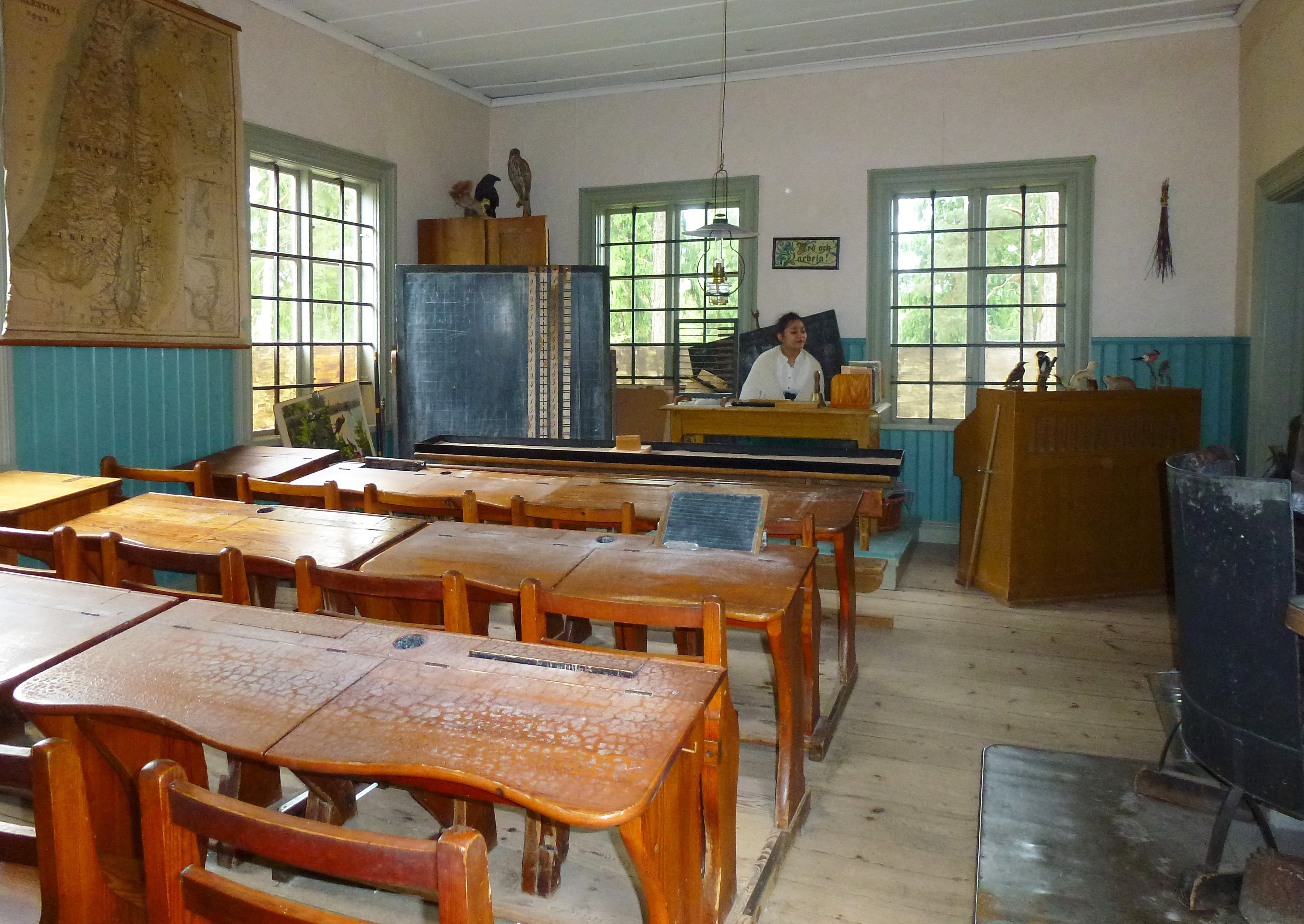
Byskolans klassrum
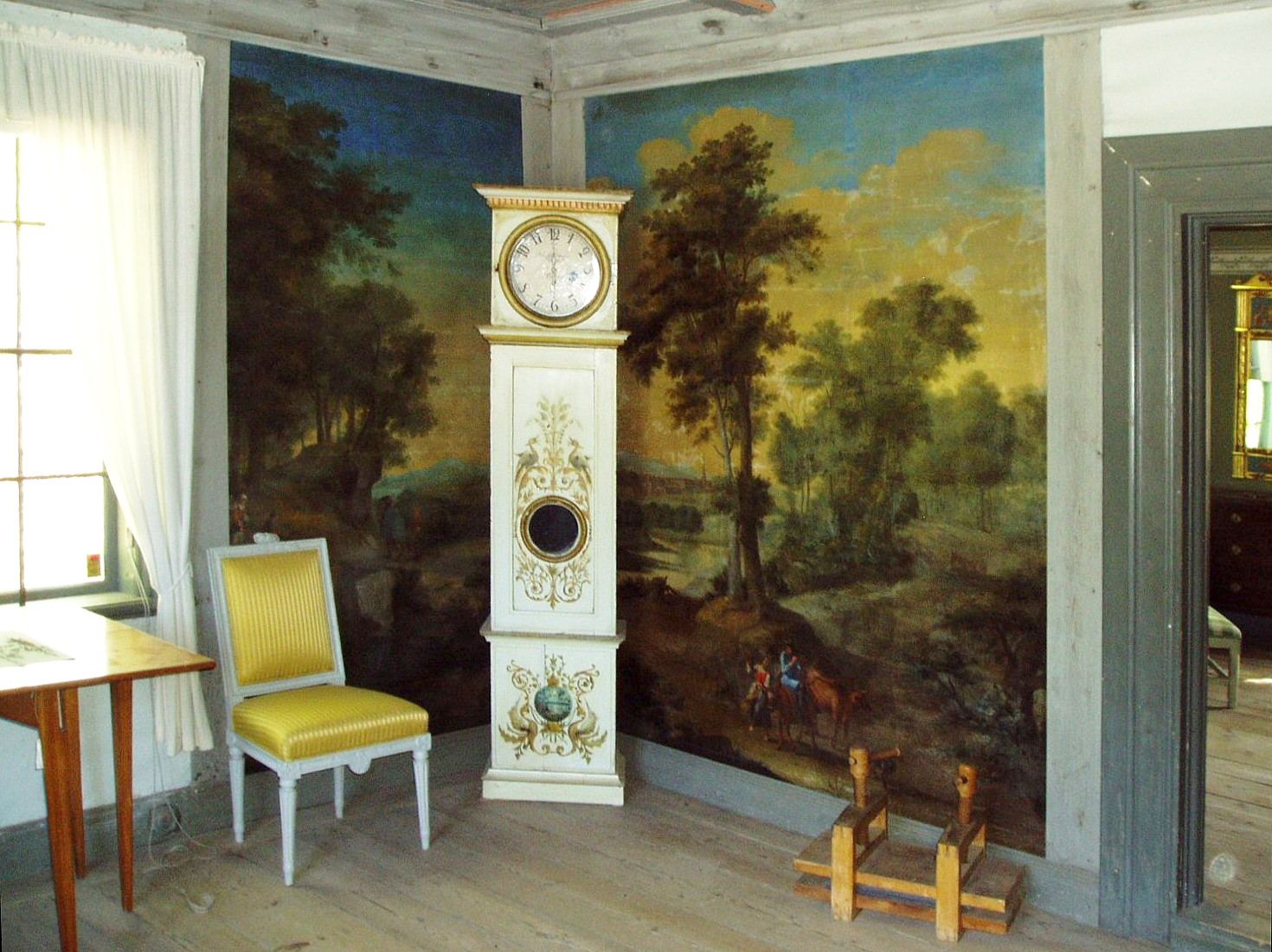
Ett rum i Herrgården

### Folkets Park
Folkets Park och friluftsteatern på Vallby friluftsmuseum stod ursprungligen i Tillberga och invigdes där till midsommar den 22 juni 1926. Entréportalen och teaterbyggnaden uppfördes på mindre än två månader efter ritningar av byggmästare  A. Johansson. Till museet flyttades Folkets Parks byggnader år 1971.

### Lanthandeln

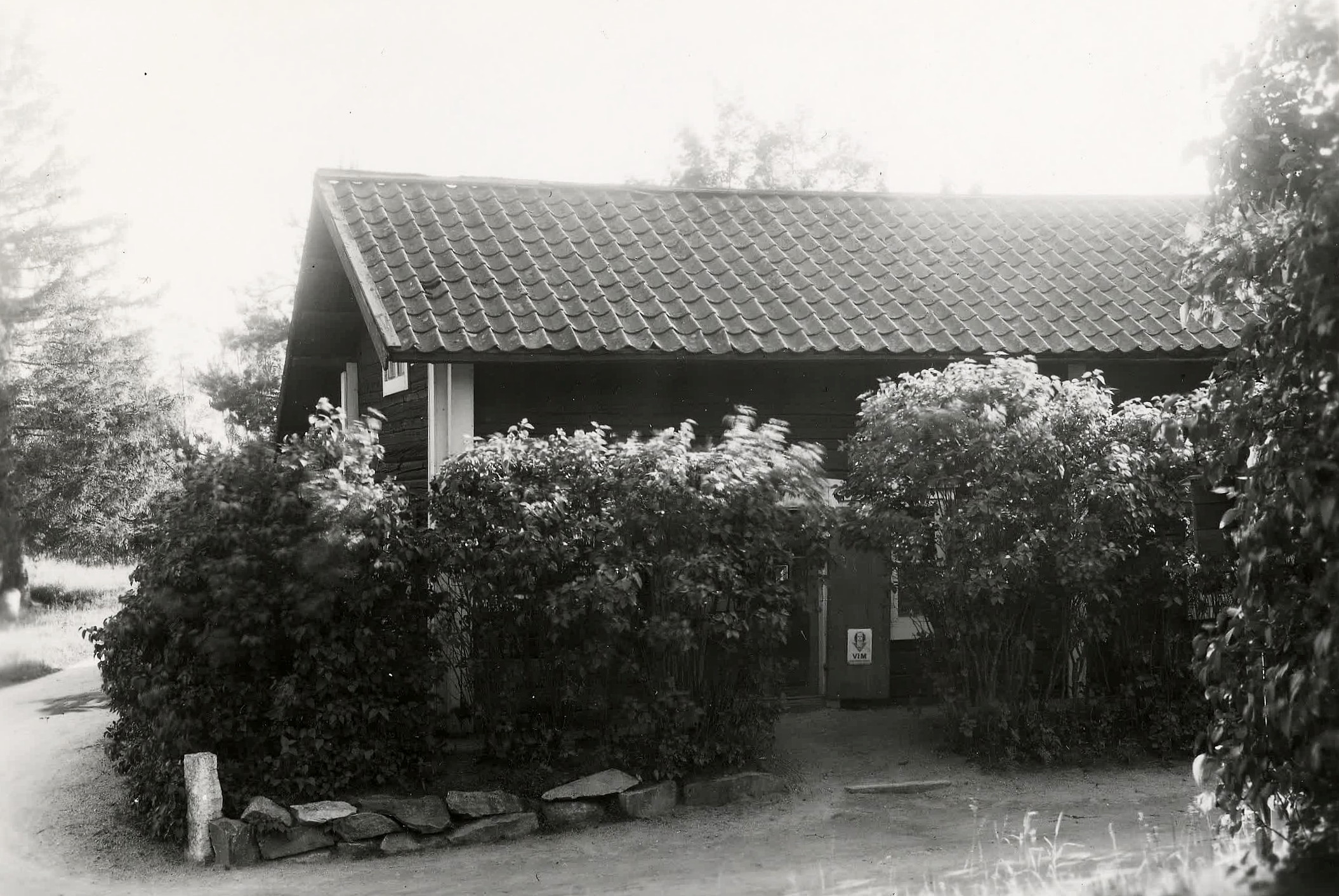
Snarhemsbutiken i Uttersberg 1944.

Friluftsmuseets lanthandel finns i en byggnad från 1700-talets mitt som ursprungligen stod i Uttersberg. År 1895 registreras handelsboden i Gustaf Thorgrens namn, men fastigheten övertogs inte förrän 1917. Thorgren (död 1958) var lanthandelns eller Snarhemsbutikens sista ägare och bodde här med hustru och fem barn. År 1946 sålde han handelsboden till Hakonbolaget som donerade byggnaden till Vallby friluftsmuseum. Där återuppfördes lanthandeln åren 1952-1955. Interiören speglar tiden från 1930-talet.

### Prästgården
Vallbys prästgård är en parstuga från 1750 som kommer från Ytter-Åby, i Lillhärads socken. Mellan åren 1748 och 1845 bodde sju av Lillhärads präster här tillsammans med sina familjer. År 1937 stod prästgården under rivningshot och skänktes då till museet av Skultuna-Skerike Lillhärads pastorat. Till prästgården på Vallby friluftsmuseum hör även två kyrkstallar från Skultuna socken respektive Sala socken.

### Stadskvarteret
Stadskvarteret på Vallby illustrerar miljön och bebyggelsen kring ett stadstorg. De största husen kring torget är Tenngjutaregården med silversmedja, tryckeri och inredd bargarbostad, Gaggeska gården med värdshus och Flinkstugan med museets lek- och lärmiljö. Tenngjutaregården kom till museet 1922. Gaggeska gården har sitt namn efter Rudolf Gagge (1834-1912) som ägde den vid 1800-talets slut. Gården stod på Fiskartorget i Västerås och flyttades hit på 1960-talet när Västerås stadshus började byggas. Flinkstugan härrör från slutet av 1700-talet och uppfördes på Vallby Friluftsmuseum 1924.

## Galleri

### Bilder, staden
Exteriör

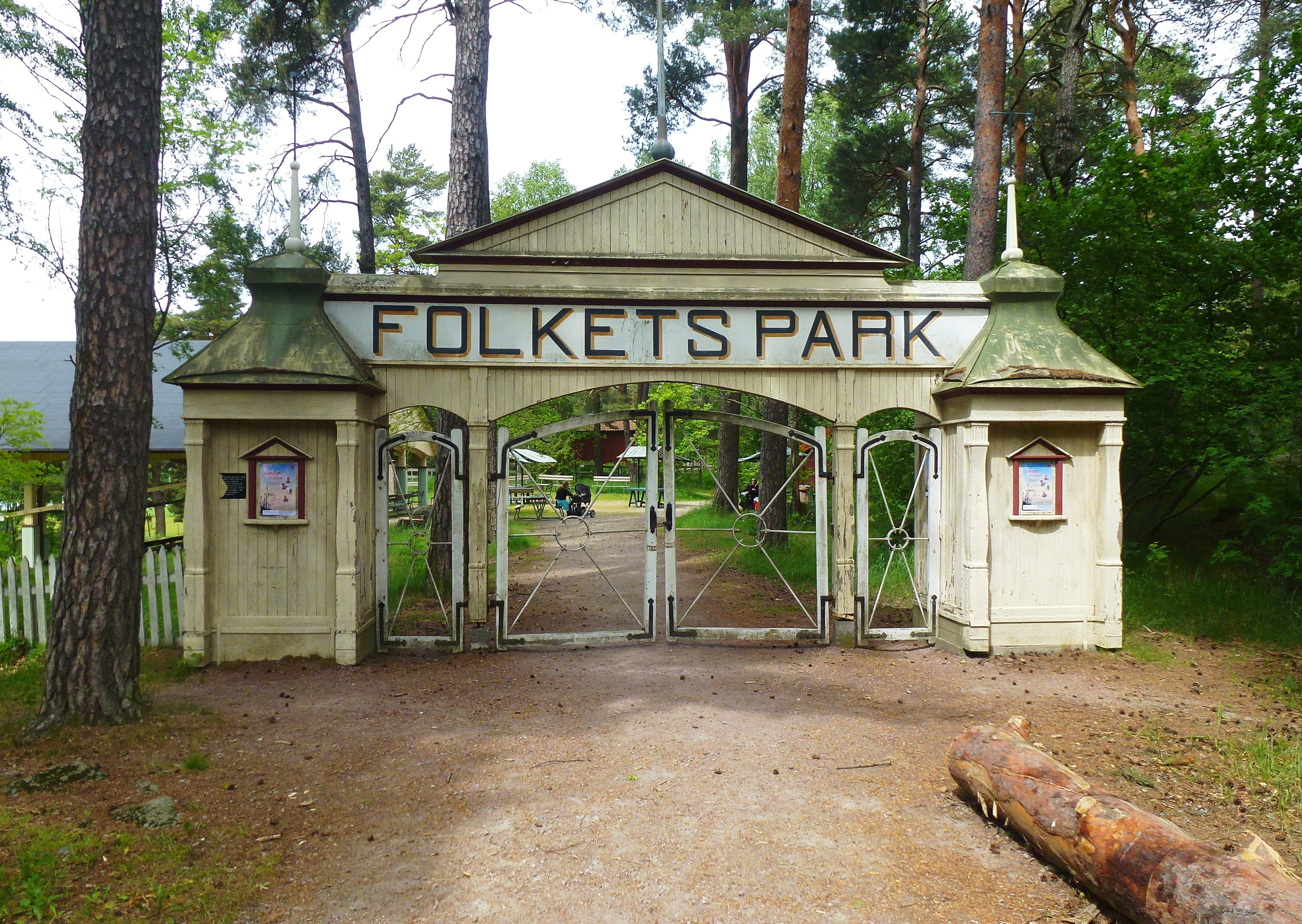
Folkets Park, entré
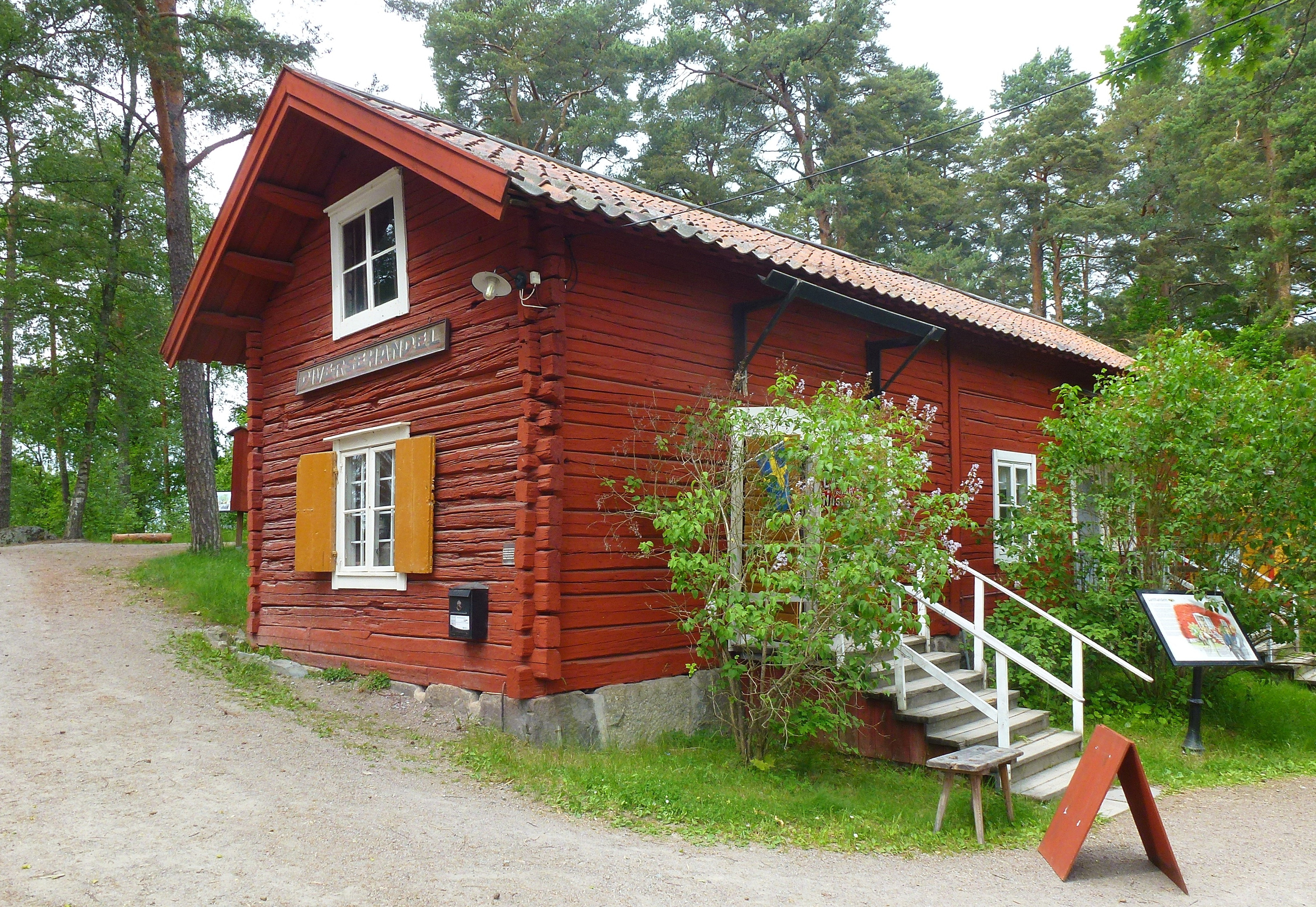
Lanthandeln
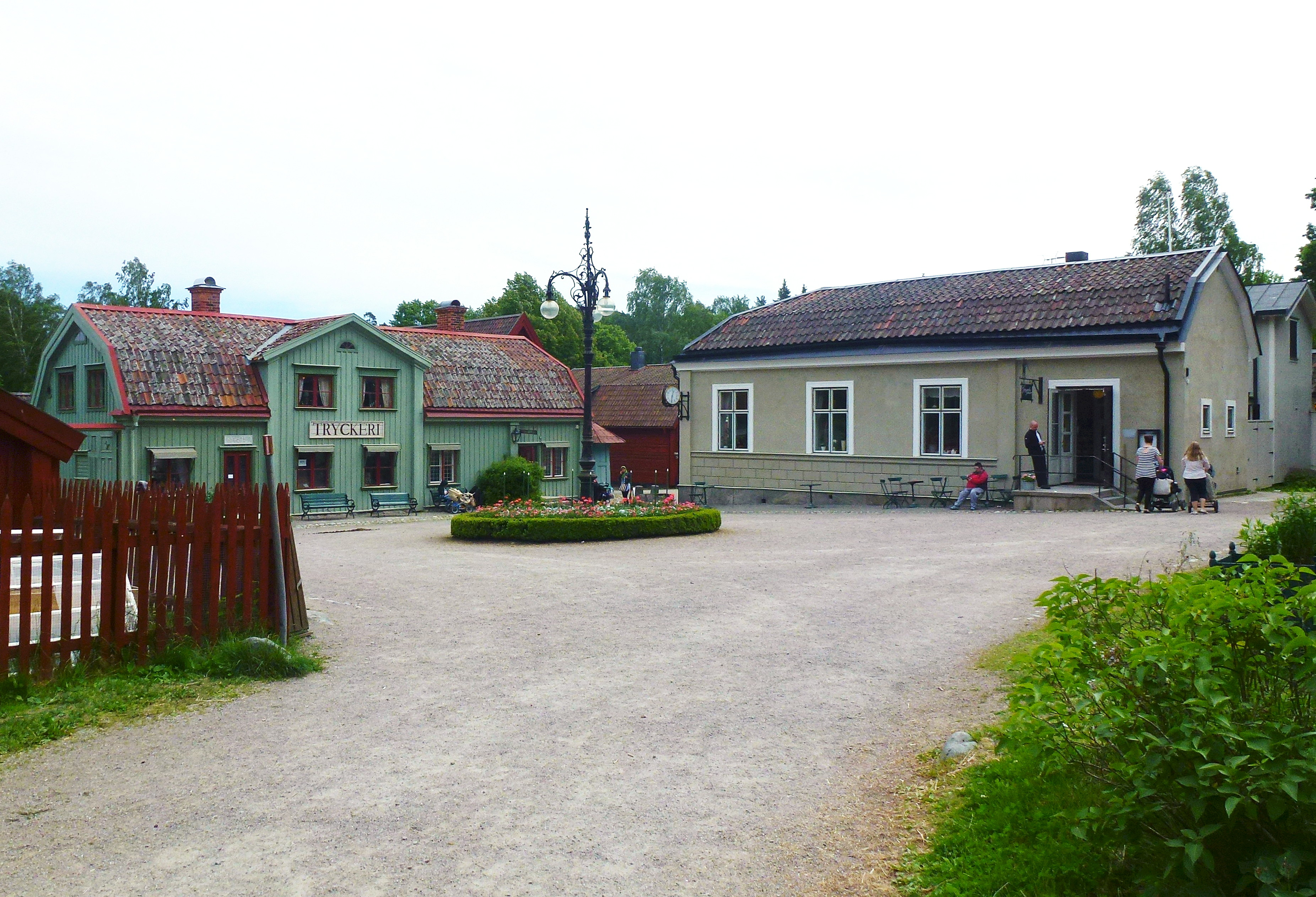
Tenngjutaregården och Gaggeska gården
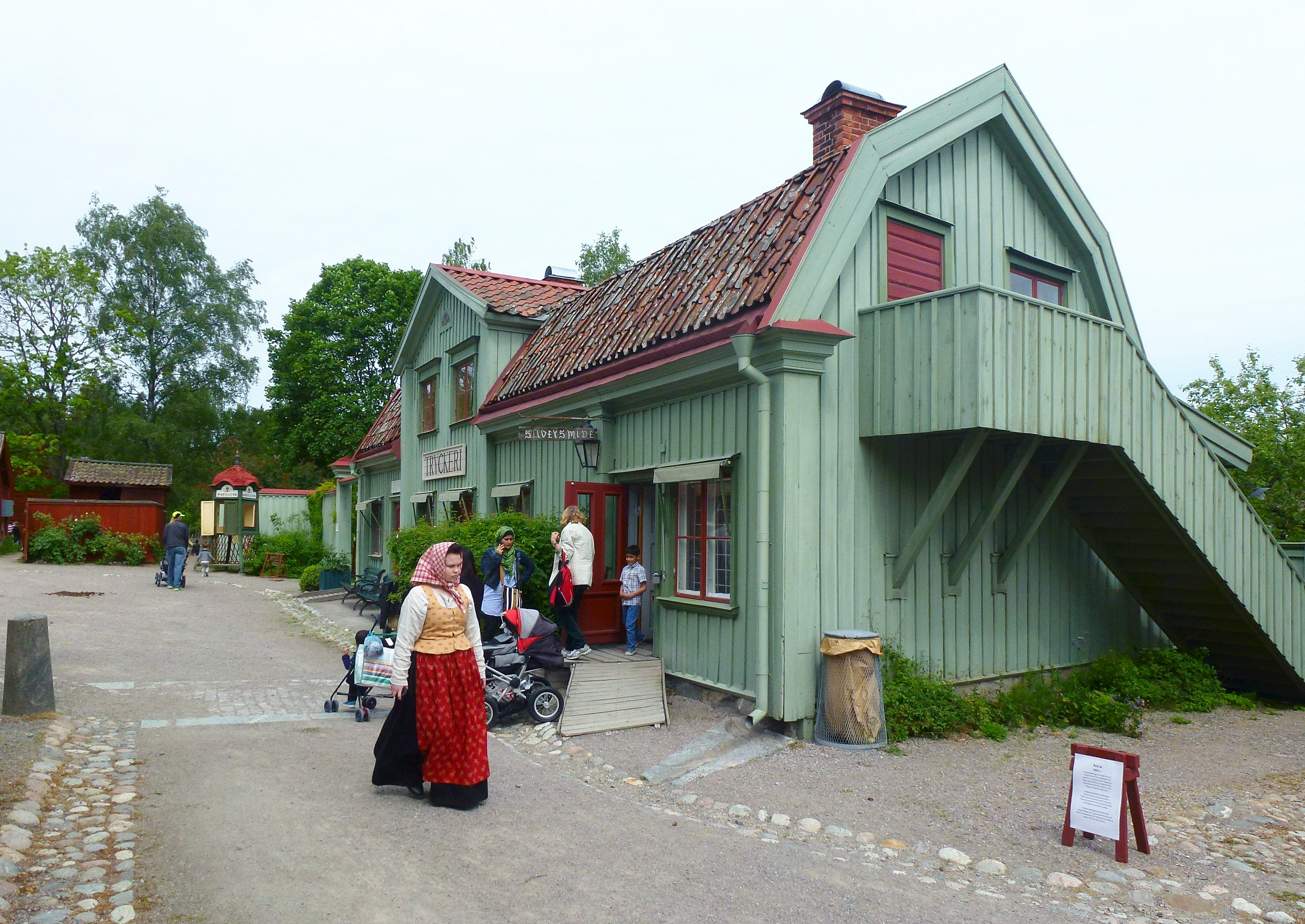
Tenngjutaregården
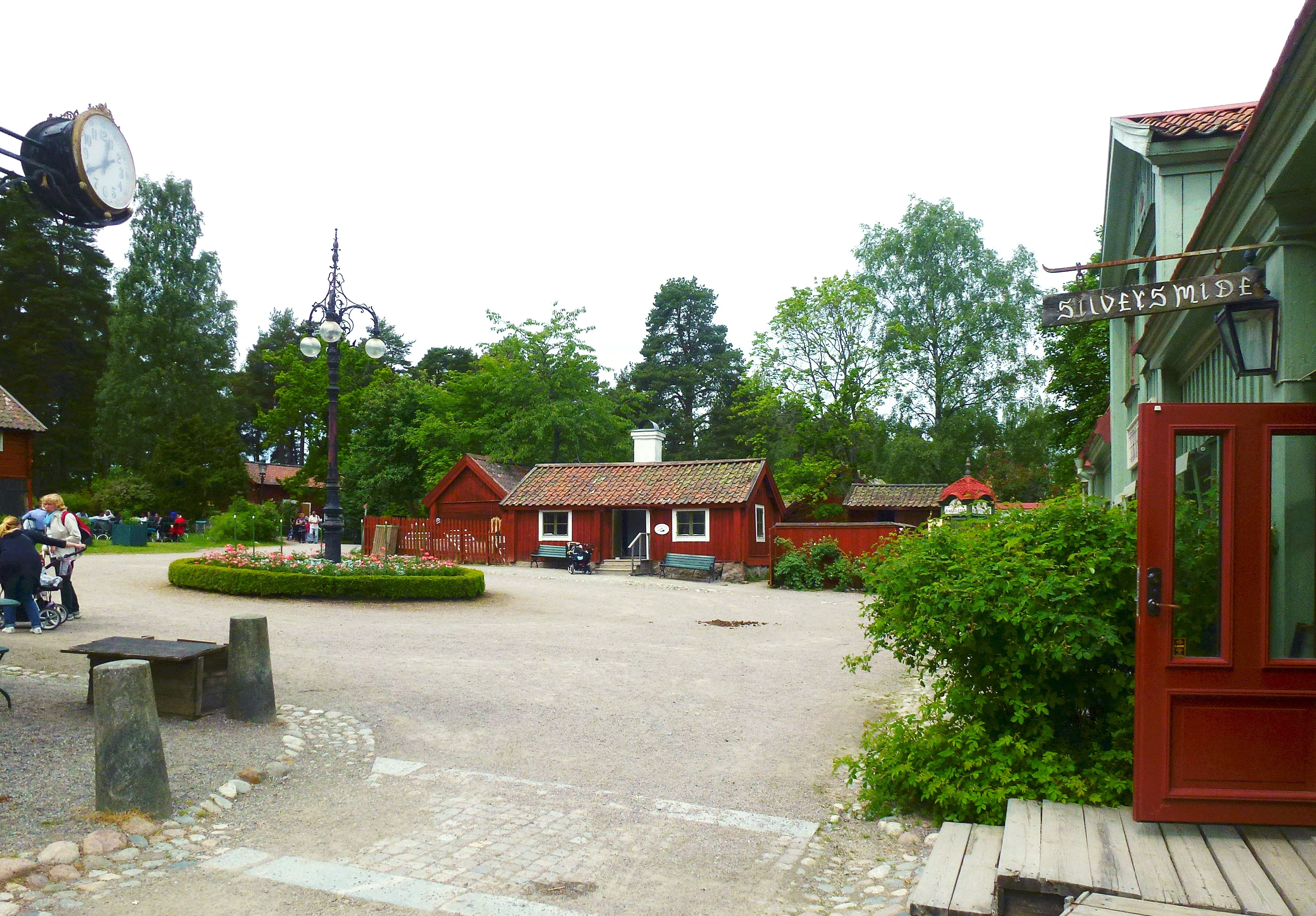
Stadskvarter

Interiör

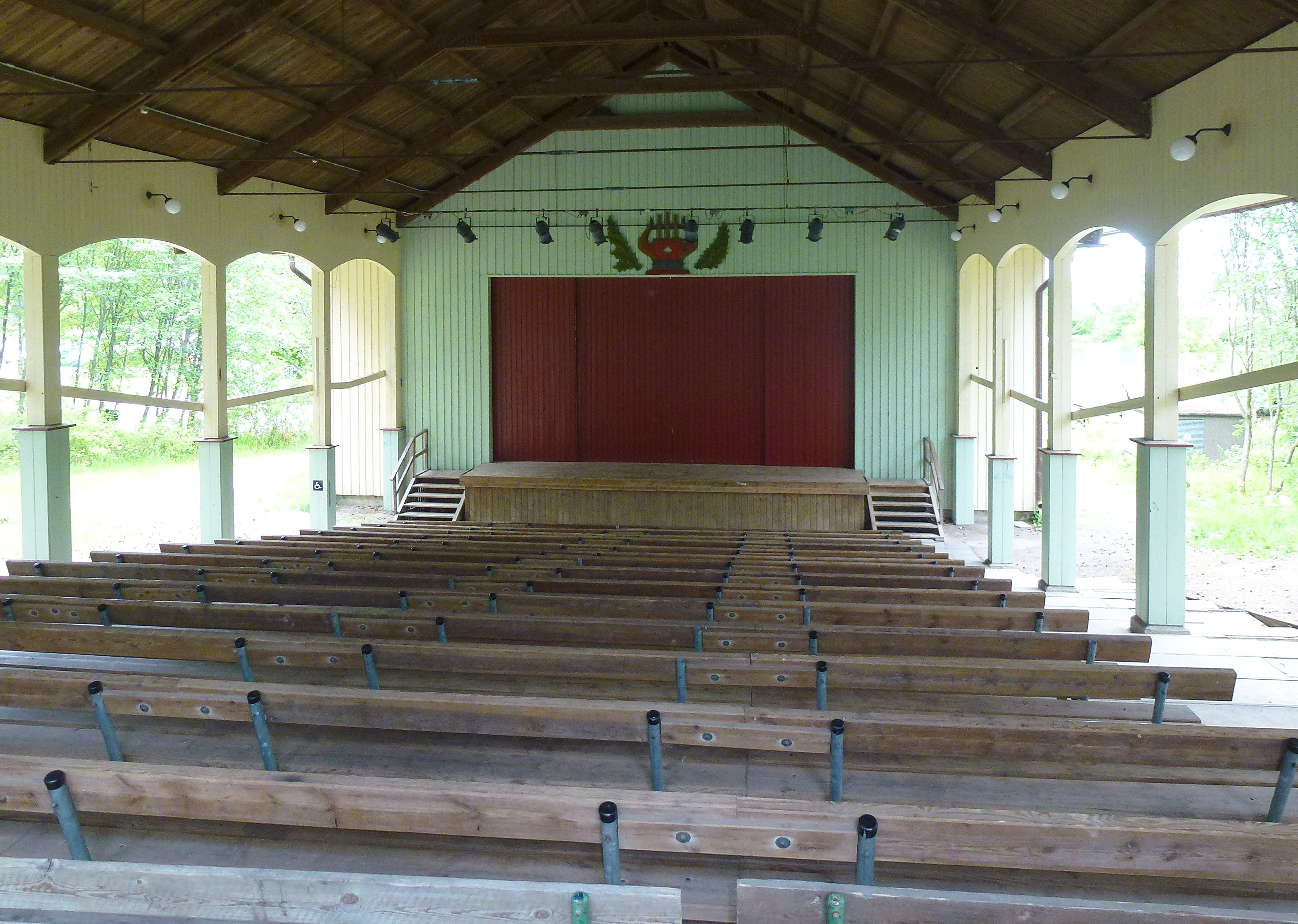
Folkets Park, teater
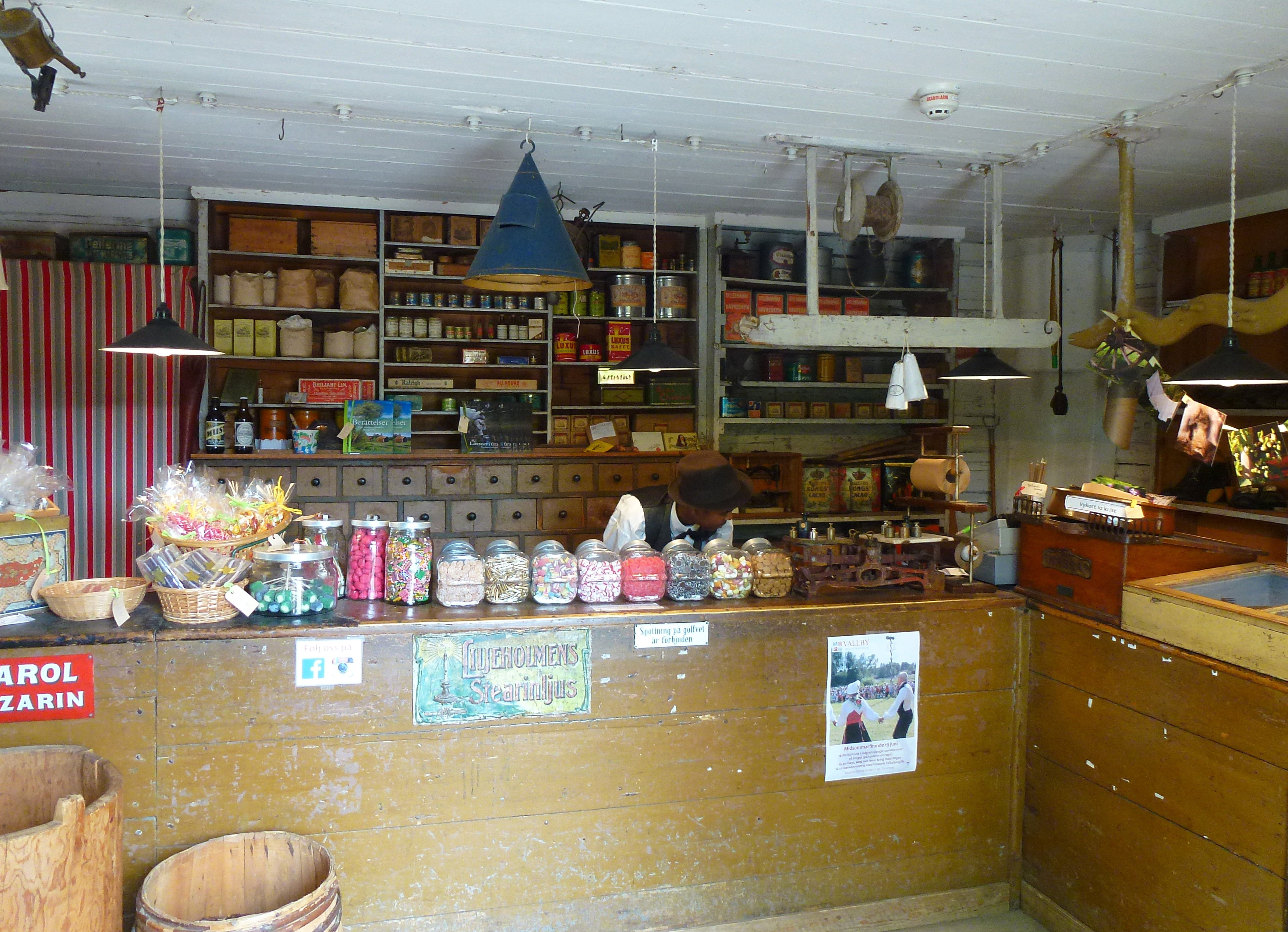
Lanthandeln
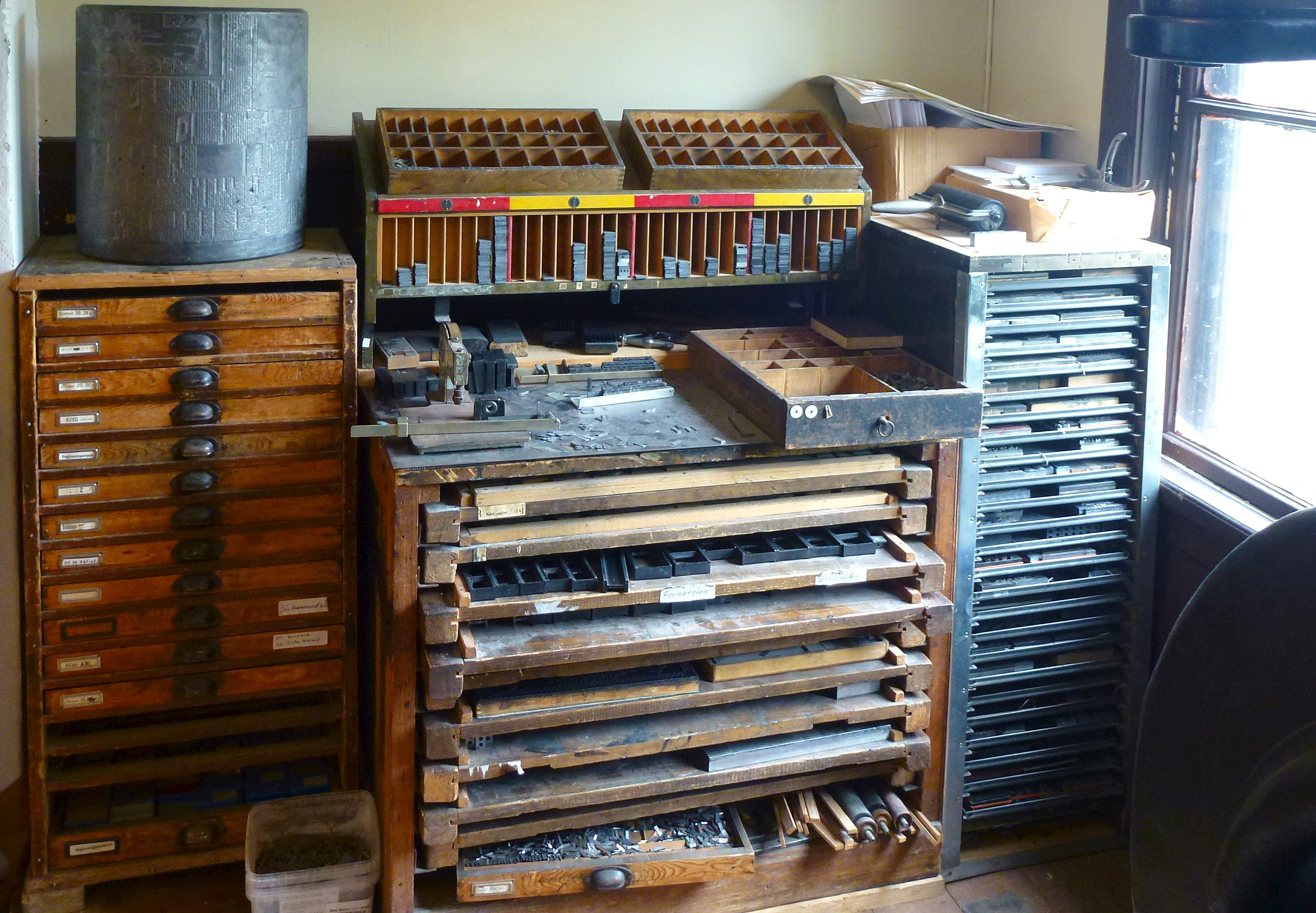
Tryckeri i Tenngjutaregården
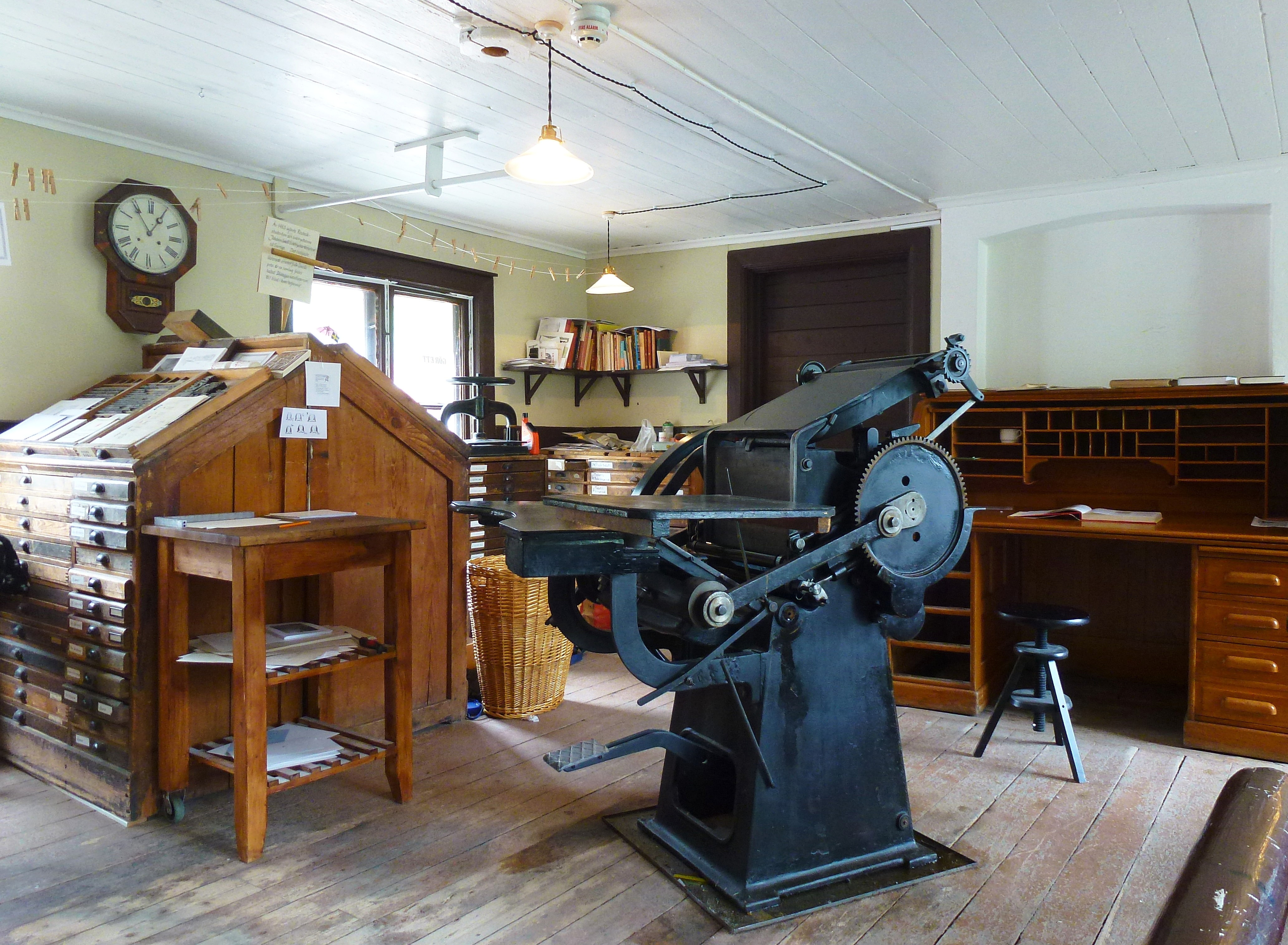
Tryckeri i Tenngjutaregården
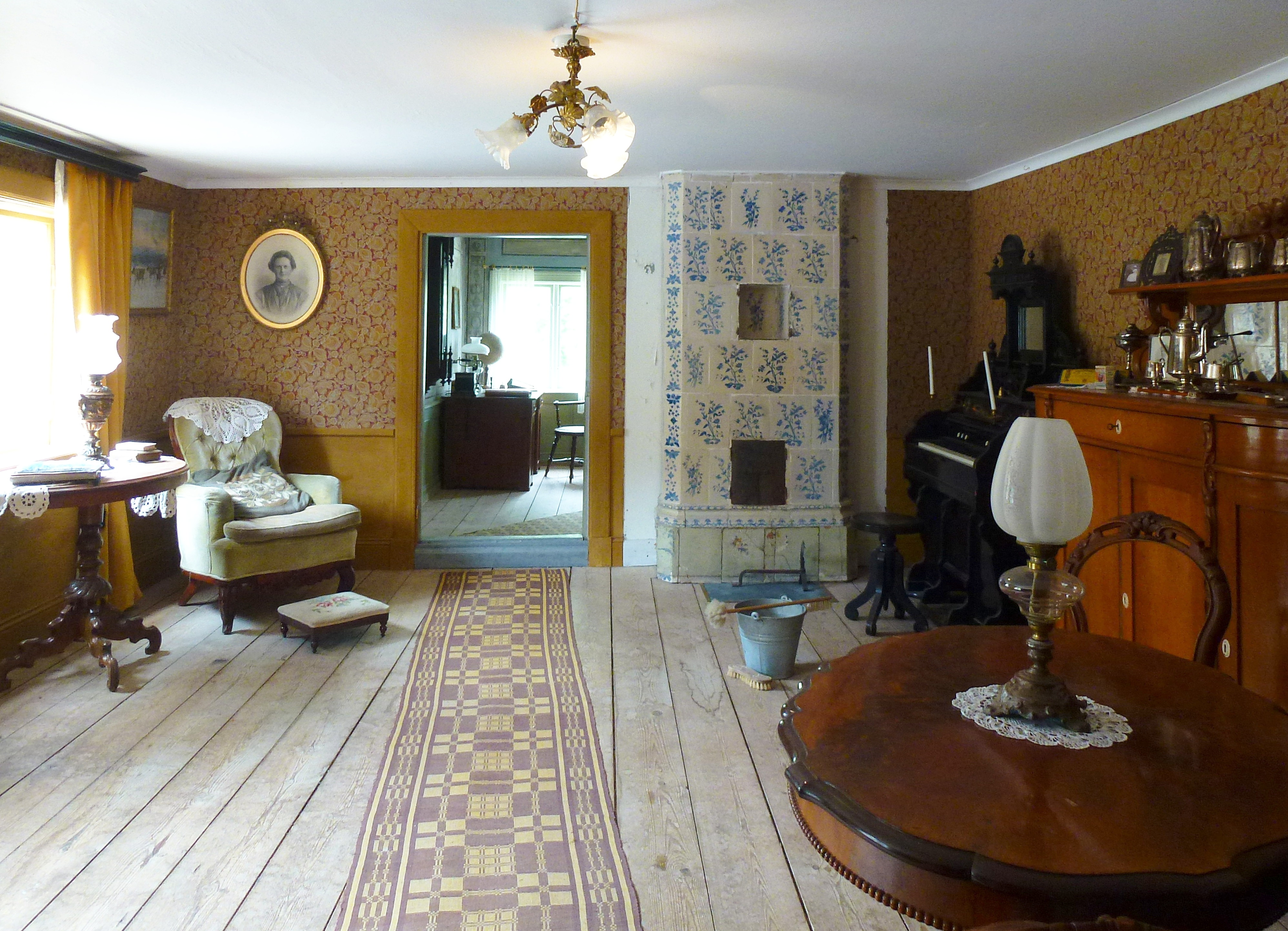
Bostad i Tenngjutaregården